# Naturpark Hoher Fläming
Der Naturpark Hoher Fläming ist mit seinen 827 km² das drittgrößte Großschutzgebiet im Bundesland Brandenburg. Der Hohe Fläming wurde am 28. November 1997 durch Bekanntmachung des Ministeriums für Umwelt, Naturschutz und Raumordnung zum Naturpark erklärt. Träger des Naturparks ist das Land Brandenburg.

## Lage und Verkehrsanbindung

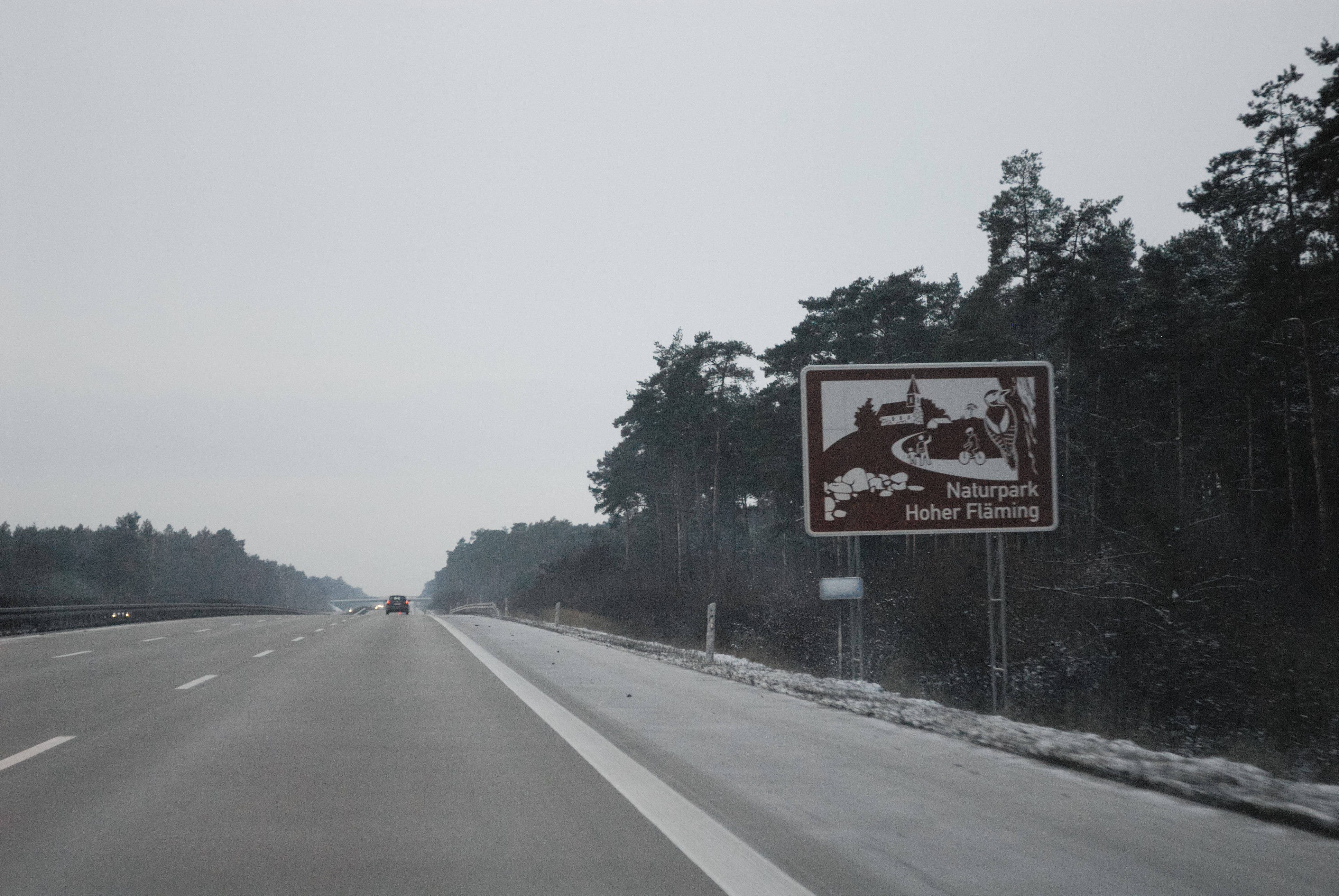
Touristische Hinweistafel an der A 2

Der Naturpark liegt im Landkreis Potsdam-Mittelmark im Südwesten des Bundeslandes Brandenburg und grenzt an den 2005 erklärten Naturpark Fläming in Sachsen-Anhalt. Wichtige Orte im Naturpark sind Bad Belzig, Wiesenburg/Mark und Görzke. Brück, Niemegk, und Ziesar liegen zwar mit ihrem Zentrum außerhalb des Naturparks, reichen aber mit Gebietsteilen wie den Dörfern Baitz, Gömnigk oder Mörz (Planetal) in den Naturpark hinein.
Der Naturpark hat eine sehr gute Verkehrsanbindung: Er ist südlich der Autobahn A 2 (Berlin-Hannover) (Anschlussstellen Ziesar (76), Wollin (77), Brandenburg (78)) und in großen Teilen westlich der Autobahn (A 9) (Berlin-Leipzig) gelegen. Diese führt durch den Naturpark (Anschlussstellen Klein Marzehns und Niemegk). Weiterhin führen durch den Naturpark die Regionalbahn Berlin-Belzig-Dessau (Wetzlarer Bahn) und die Bundesstraßen 102, 107 und 246. Nördlich verläuft die Bundesstraße 1 und östlich die Bundesstraße 2.

## Natur

### Landschaft

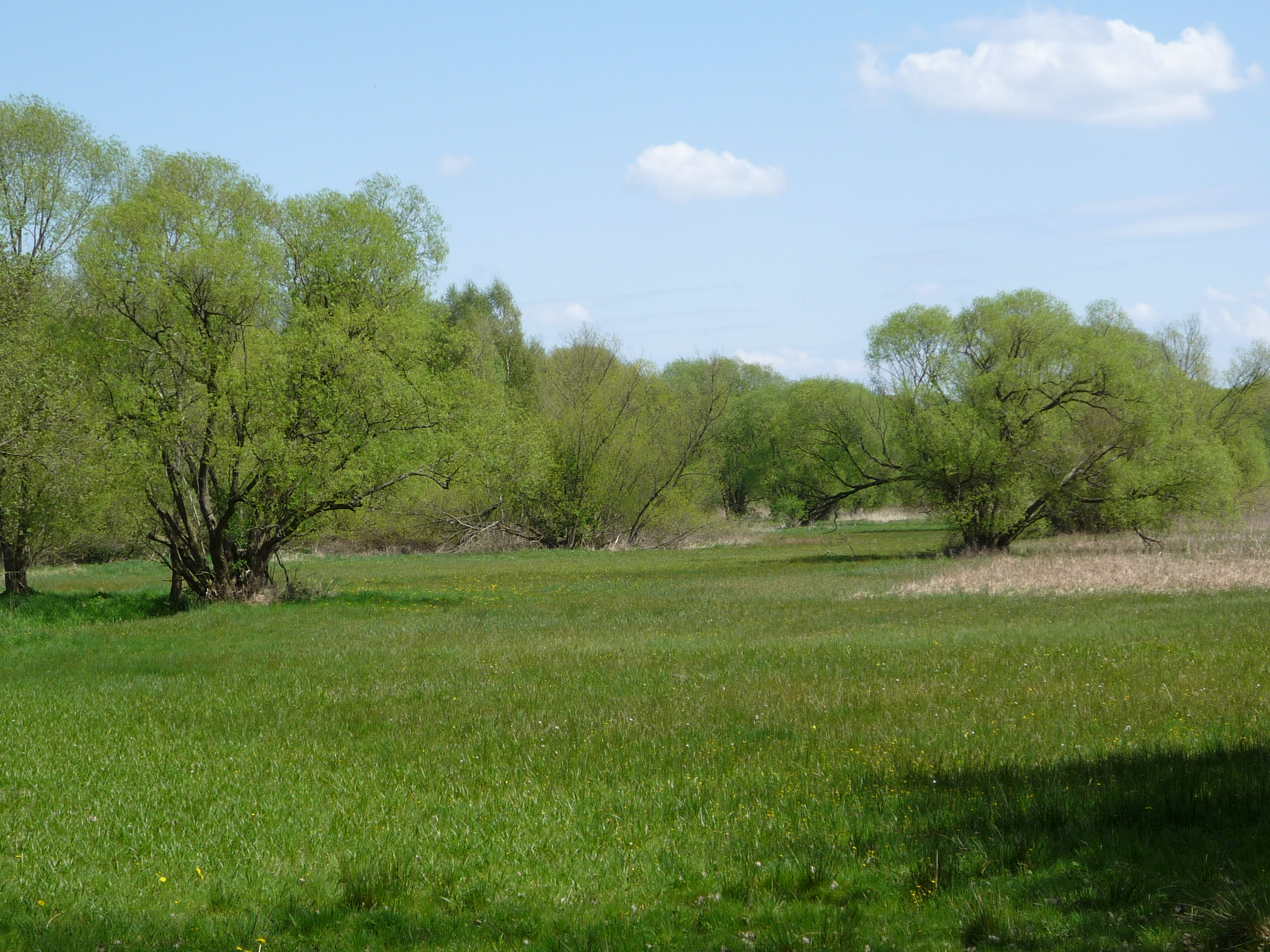
Burgwiesen in Bad Belzig

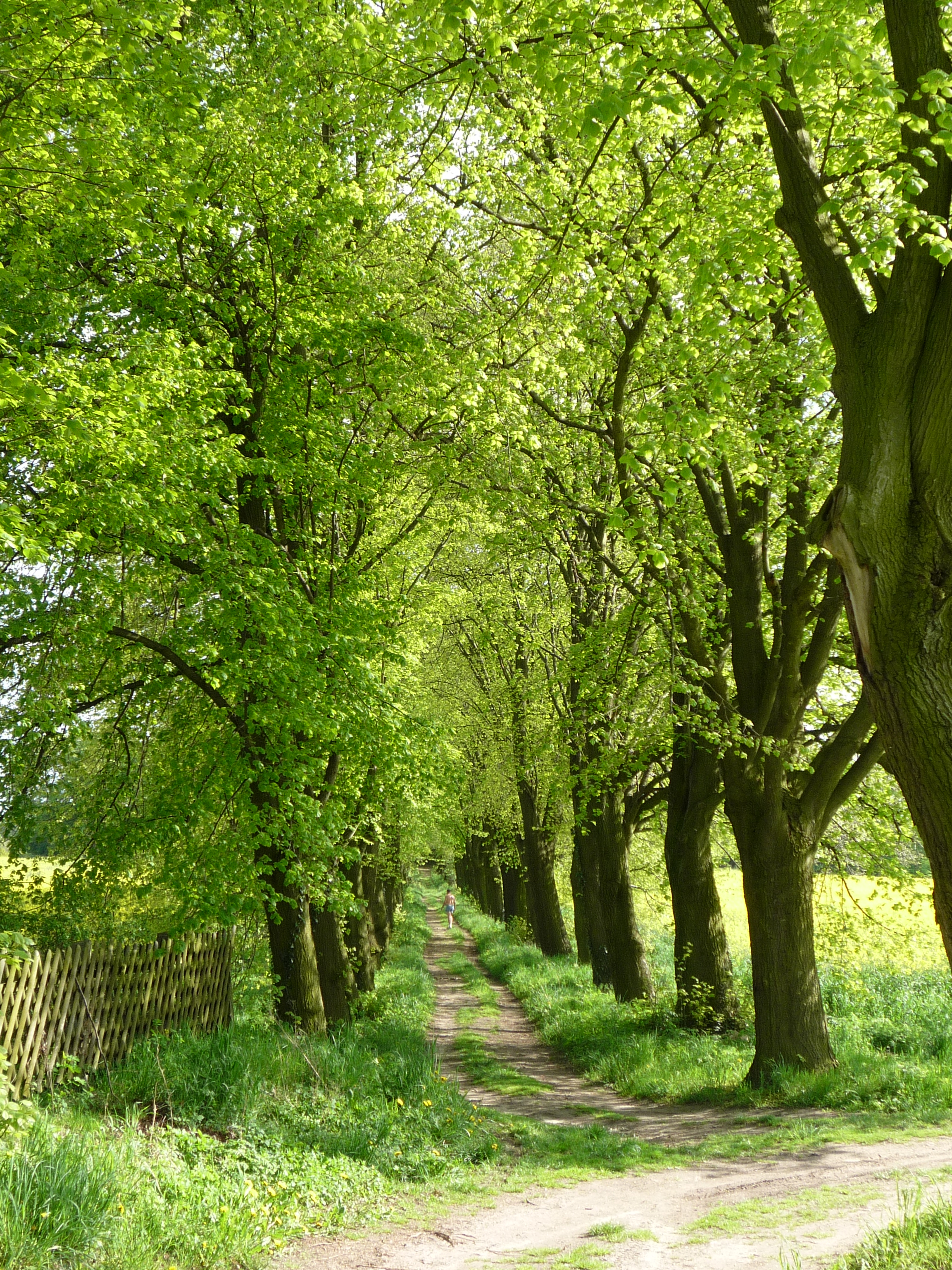
Alte Allee bei Klein Glien

Der Naturpark ist zweigeteilt: Im Süden die hügelige und waldreiche Landschaft des Hohen Fläming und im Norden die flache Niederungslandschaft der Belziger Landschaftswiesen. Die mehr als 140 000 Jahre alten Höhen des Flämings gehören noch zu den Altmoränen der Saalevereisung. Während der weiter nördlich gelegene Teil Brandenburgs in der jüngeren Weichseleiszeit (10 000 bis 115 000 v. Chr.) ein weiteres Mal von Eis bedeckt wurde, blieb der Hohe Fläming eisfrei. Die Niederungen der Belziger Landschaftswiesen hingegen verdanken ihre Entstehung den Schmelzwässern der Weichselgletscher. Sie sind damit bereits Teil der Jungmoränen-Landschaft.
Das Naturparkgebiet ist etwa zur Hälfte bewaldet, die andere Hälfte ist landwirtschaftliche Nutzfläche. Typisch ist der stete Wechsel von Wald und Feld. An einigen Stellen trifft man auf den ursprünglichen Buchenwald. Seen und andere offene Gewässer – abgesehen von wenigen Söllen und den Teichen bei Wiesenburg – gibt es kaum. Allerdings gibt es im Naturpark zahlreiche Bäche, die zu den saubersten in Brandenburg gehören und so naturschutzfachlich sehr wertvoll sind.
Mit den so genannten Rummeln, einer Form von Trockentälern, verfügt der Hohe Fläming über eine geologische und botanische Besonderheit.
Zum geologischen und morphologischen Bau sowie zur Hydrographie und zum Klima siehe auch die ausführlichen Ausführungen im Hauptartikel Fläming.

### Tiere und Pflanzen
Der Fläming ist reich an Wild (Damhirsch, Rotwild, Marderhund und Europäischer Mufflon). Zu den besonders erwähnenswerten Arten im Naturpark zählen der Schwarzstorch, der Große Abendsegler, eine Waldfledermausart, und der Mittelspecht, das „Wappentier“ des Naturparks.
In den Flämingfließen gibt es Vorkommen der Bachforelle, der Wasseramsel, Bachneunauge und Edelkrebs. In den Belziger Landschaftswiesen gibt es Vorkommen der seltenen Großtrappe und des Breitblättrigen Knabenkrauts.

### Schutzgebiete
Praktisch das gesamte Naturparkgebiet ist als Landschaftsschutzgebiet ausgewiesen. Die Verordnung über das Landschaftsschutzgebiet „Hoher Fläming-Belziger Landschaftswiesen“ vom 17. November 1997 ist am 3. Dezember 1997 in Kraft getreten.
Außerdem gibt es im Naturpark neun Naturschutzgebiete. Einige der wertvollen Flämingbäche sind unter Schutz gestellt (Verlorenwasserbach, Bullenberger Bach, Planetal), außerdem sind Wald- und Heidelandschaften geschützt (Rabenstein, Spring, Werbiger Heide). Einige Naturschutzgebiete wurden schon zu DDR-Zeiten ausgewiesen. Folgende Naturschutzgebiete (mit Datum des In-Kraft-Tretens) liegen im Naturpark:
- Bullenberger Bach/Briesener Bach (24. Mai 2003)
- Klein Marzehns (1. Mai 1961)
- Flämingbuchen (30. März 1961)
- Planetal (19. Oktober 1967)
- Rabenstein (20. Juni 1978)
- Spring (17. März 1986)
- Verlorenwasserbach Oberlauf (26. Mai 2005)
- Werbiger Heide (19. November 1999)
- Belziger Landschaftswiesen (24. Mai 2003)

## Kultur

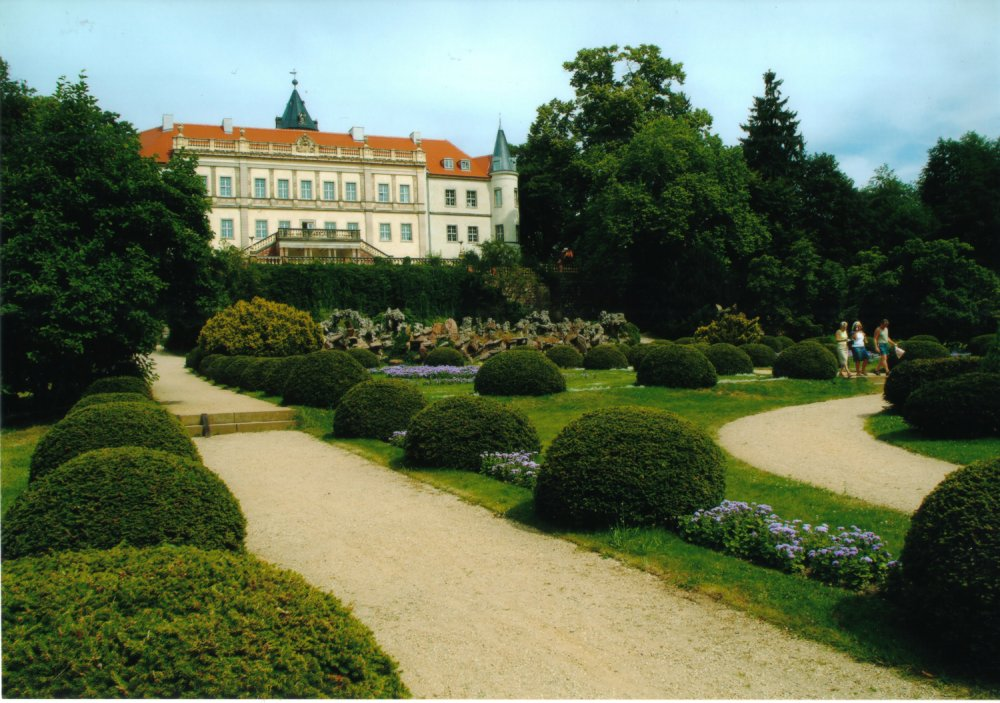
Schloss Wiesenburg mit dem "Parterre" genannten Teil des Schlossparks

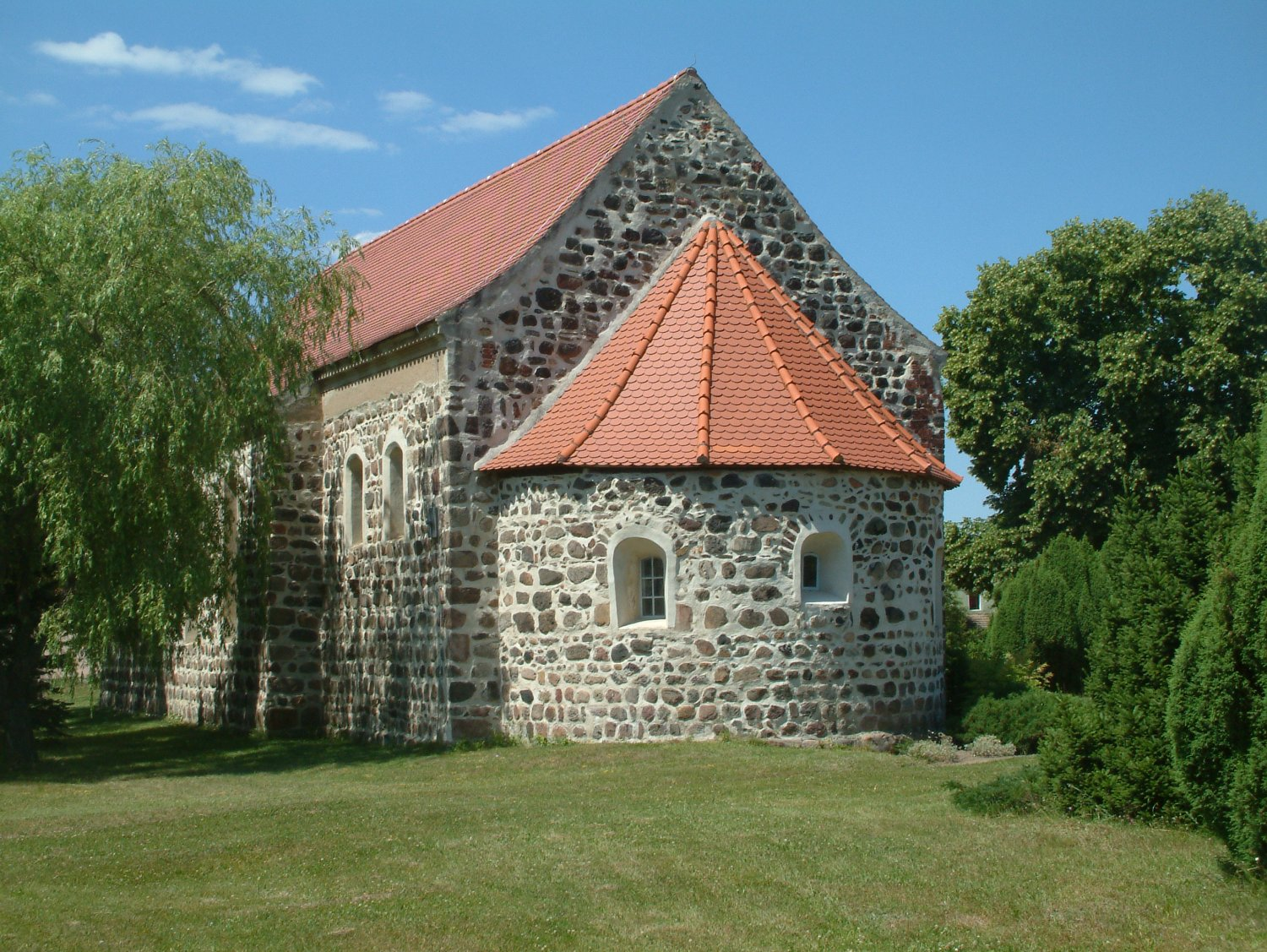
Feldsteinkirche in Jeserig/Fläming

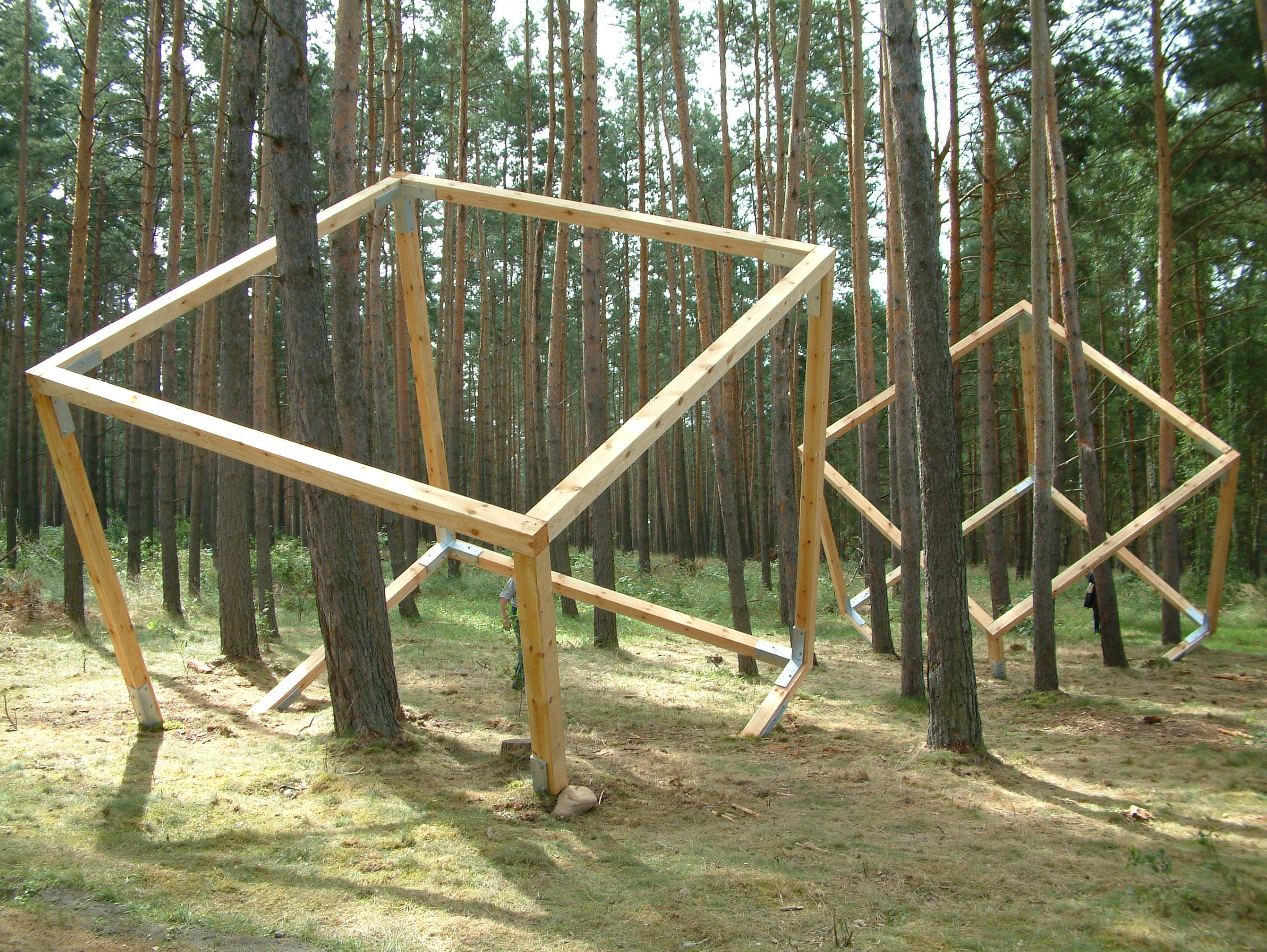
Kunstwanderweg: "Unter Kiefern" von Susken Rosenthal

### Burgen und Schlösser
Eine Besonderheit sind die vier mittelalterlichen Burgen im Fläming: Burg Eisenhardt in Bad Belzig, Burg Rabenstein, Burg Ziesar und das Schloss Wiesenburg, das zwar in seiner jetzigen Ausprägung ein Neo-Renaissance-Bau ist, aber auch auf eine mittelalterliche Burg zurückgeht, von der noch Elemente erhalten sind.
In der Bad Belziger Burg Eisenhardt gibt es ein Museum. Außerdem ist ein Hotel in der Burg untergebracht.
Schloss Wiesenburg ist in Privatbesitz und wird zu Wohnzwecken genutzt. Der Burgturm kann besichtigt werden und beherbergt die Touristeninformation der Gemeinde. Das Schloss hat einen größtenteils als Landschaftspark gestalteten Schlosspark. Der 123 ha große Park gilt als das bedeutendste Gartendenkmal zwischen Potsdam und dem Dessau-Wörlitzer Gartenreich. Im Jahr 2004 wurde im Schlosspark ein Skulpturengarten veranstaltet.
Die Burg Ziesar beherbergt ein Museum zur Geschichte der Christianisierung der Mark Brandenburg.
In Burg Rabenstein ist eine Herberge mit Gaststätte untergebracht. Es finden im Burghof regelmäßig Veranstaltungen wie das Mittelalterspektakel oder der Weihnachtsmarkt statt.

### Historische Stadtkerne und lebendige Dörfer

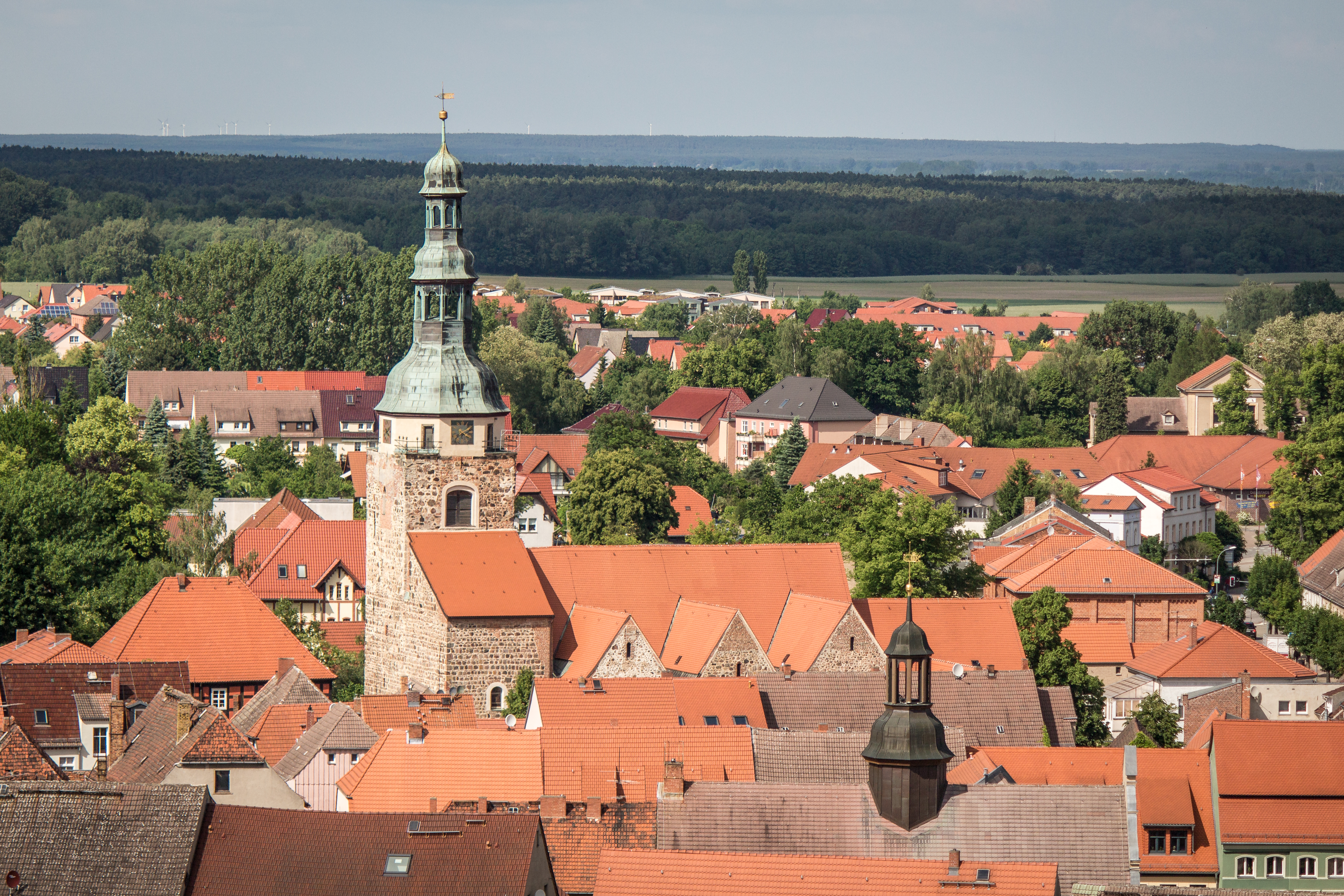
Blick über die Stadt Bad Belzig in den Naturpark Hoher Fläming, Mai 2014

Die historischen Stadtkerne von Bad Belzig und Ziesar sind sehenswert. Beide Städte sind Mitglied in der Arbeitsgemeinschaft „Städte mit historischen Stadtkernen“. Auch Niemegk hat einen historischen Stadtkern mit einem Renaissance-Rathaus.
Die Gemeinde Wiesenburg/Mark wurde im Jahr 2011 beim Bundeswettbewerb Unser Dorf hat Zukunft als erstes Dorf in Brandenburg in der Geschichte des Wettbewerbs mit einer Goldmedaille ausgezeichnet. Im Jahr 2001 wurde Dippmannsdorf mit einer Silbermedaille ausgezeichnet.

### Feldsteinkirchen
Typisch für den Fläming sind die mittelalterlichen Feldsteinkirchen, die in vielen Dörfern noch gut erhalten sind (siehe auch Liste der Feldsteinkirchen im Fläming).

### kunst land hoher fläming
Unter der Dachmarke „kunst land hoher fläming“ organisieren Künstler und andere Akteure im Fläming künstlerische Aktivitäten in der Landschaft. Vorläufer der Initiative war im Jahr 2004 der Skulpturenpark im Schlosspark Wiesenburg. Im Jahr 2006 wurde als erstes Projekt die „Kunstspur“ realisiert, ein 2,5 km langer Wanderweg mit von einheimischen Künstlern entworfenen Kunstwerken. Im Sommer 2007 wurde ein 17 km langer Kunstwanderweg, der die Bahnhöfe von Bad Belzig und Wiesenburg verbindet, mit zehn Kunstwerken eröffnet. Die zehn Künstler, deren Arbeiten realisiert wurden, hatten sich zuvor in einem bundesweiten Kunstwettbewerb durchgesetzt. Im Mai 2010 wurde eine 16 km lange Südroute eröffnet, an der Werke von Künstlern aus Flandern und dem Fläming zu sehen sind.

### Theater und Konzerte
Theateraufführungen gibt es regelmäßig im Sommer im Wiesenburger Park und im Burghof Ziesar. In Bad Belzig, dem Geburtsort des Komponisten Carl Gottlieb Reißiger, werden seine Werke gelegentlich aufgeführt. In der Bücknitzer Feldsteinkirche gibt es im Sommer regelmäßig Konzerte. In Bad Belzig und Wiesenburg werden theatralische Stadtrundgänge angeboten. Regelmäßige Konzerte finden in „Mal's Scheune“ in Wiesenburg statt.

## Regionalentwicklung

### Tourismus

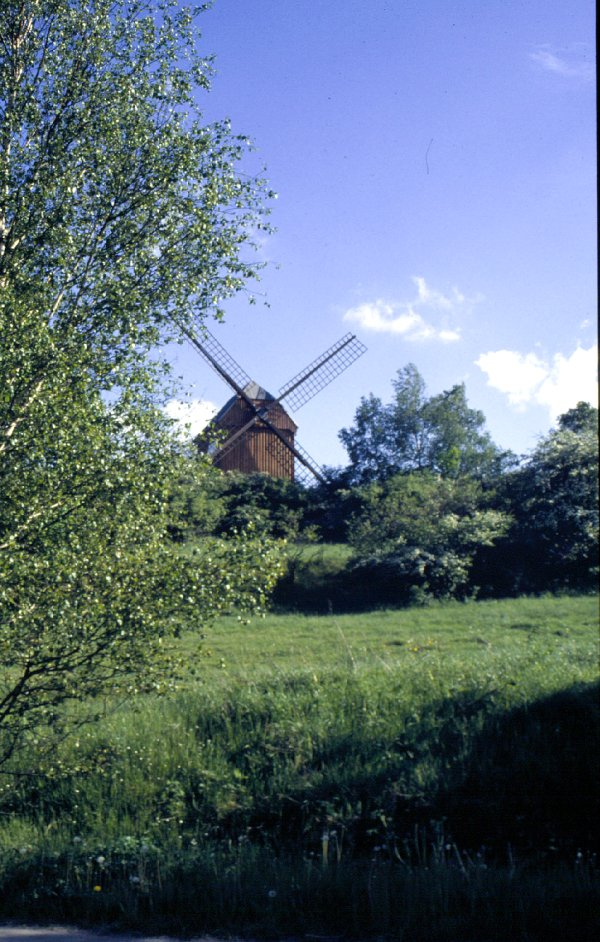
Borner Bockwindmühle

Ein touristischer Schwerpunkt im Naturpark Hoher Fläming ist der Gesundheitstourismus. Bad Belzig ist ein staatlich anerkannter Kurort, der seit 2010 den Namenszusatz „Bad“ führen darf, und hat mit der SteinTherme und der Reha-Klinik ein breites Angebot im Bereich Gesundheitstourismus. Es ist auch erklärtes Ziel des Naturparks, unter dem Motto „Naturpark für alle“ mit angestrebter Barrierefreiheit eine Reiseregion zu sein, in der sich auch Menschen mit Behinderungen wohl fühlen können und sollen. Asphaltierte Radwanderstrecken sind zum Befahren mit Rollstühlen geeignet. In Publikationen wird die behindertengerechte Zugänglichkeit von touristischen Zielen dargestellt.
Der Europaradweg R1 und der Europäische Fernwanderweg E 11 sowie die Deutsche Alleenstraße führen durch den Naturpark, und ausgeschilderte Naturpark-Reitrouten, die auf 250 km die Reiterhöfe im Fläming verbinden, stehen für Wanderreiter zur Verfügung.
Es wurden Natur- und Kulturführer ausgebildet, die ein breites Angebot von Führungen und anderen Veranstaltungen von der Kräuterwanderung bis zum Yoga-Walking anbieten.

#### Feste
Es gibt eine Vielzahl von Festen im Naturpark. Die wichtigsten regelmäßigen Veranstaltungen sind:
- Karfreitag bis Ostermontag: Mittelalterspektakel auf Burg Rabenstein
- Karsamstag und Ostersonntag: Töpfermarkt in Görzke
- Mai: Blumenmarkt in Wiesenburg/Mark
- Mai: Naturpark-Wanderfest
- Pfingsten: Bettenrennen in Fredersdorf
- Juni: Titanen der Rennbahn (Kaltblutrennen in Brück)
- August: Wiesenburger Parkfest, Altstadtsommer mit Burgspektakel in Bad Belzig
- September: Rabensteiner Herbst und Gauklerfest
- September/Oktober: 48-Stunden-Fläming und Flämingmarkt an wechselnden Standorten
- Dezember: Weihnachtsmärkte auf Burg Rabenstein, im Naturparkzentrum mit traditionellem Fackelzug zur Burg Rabenstein und wieder zurück, in Bad Belzig, in Lühnsdorf und an anderen Orten

#### Küche
Die Küche im Hohen Fläming ist bodenständig und geprägt von der Landschaft. Die Wälder liefern Wild und im Herbst Pilze, vor allem Maronen und Pfifferlinge, aber auch Steinpilze und andere schmackhafte Speisepilze. Ein weiterer unverzichtbarer Bestandteil der Küche im Hohen Fläming ist die Kartoffel. Mehrere Gasthäuser haben sich zusammengeschlossen und die „Kulinarische Kartoffeltour“ konzipiert. In allen teilnehmenden Gasthäusern werden innovative Kartoffelgerichte angeboten.
Eine weitere Spezialität ist die Flämingforelle die in den Flämingfließen natürlich vorkommt, aber auch in verschiedenen Forellenzuchtanlagen gezüchtet wird.
Typisch für die Region ist auch der Klemmkuchen, eine waffelartige Süßspeise, die die Flamen im 12./13. Jahrhundert mitgebracht hatten.
Siehe auch: Tourismus in Brandenburg

### Alternative Lebens- und Wirtschaftsformen
Im Naturpark gibt es eine Reihe von Gruppen und Einzelpersonen, die alternative Lebens- und Wirtschaftsformen erproben. Im Jahr 1991 hat eine Gruppe die ZEGG GmbH gegründet und ein bis zur Wende vom DDR-Ministerium für Staatssicherheit genutztes Gelände in Belzig gekauft. Das ZEGG ist ein Kollektiv von etwa 80 Personen, die neue Formen des Zusammenlebens erproben.
Ebenfalls im Jahr 1991 hat die Berliner Suchthilfeorganisation Synanon das Gut Schmerwitz erworben und dort eine große Suchthilfeeinrichtung gegründet. Wegen wirtschaftlicher Schwierigkeiten gegen Ende der 1990er Jahre hat Synanon das Gut im Jahr 2000 verkauft. Der überwiegende Teil mit der Landwirtschaft wurde von der Familie Schoonhoven übernommen, die dort einen großen Bioland-Betrieb betreibt. Der Suchthilfeverein "Scarabäus Hoher Fläming e. V." hat ebenfalls einen Teil des Gutes Schmerwitz übernommen und betreibt dort eine Suchthilfeeinrichtung.
In diesem Umfeld haben sich mehrere Initiativen entwickelt, die in verschiedenen Bereichen alternative Lebens- und Wirtschaftsformen umsetzen.

## Naturparkzentrum Hoher Fläming am Fuße der Burg Rabenstein

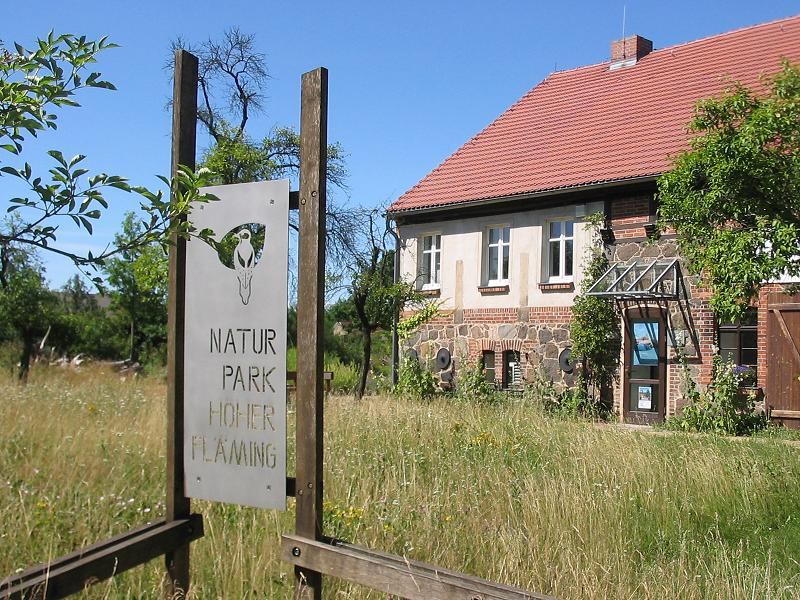
Naturparkzentrum Hoher Fläming in Raben

Das Naturparkzentrum befindet sich in Rabenstein/Fläming im Ortsteil Raben in der „Alten Brennerei“. Die Alte Brennerei liegt im Dorf Raben unterhalb der Burg Rabenstein und ist mit dieser von jeher verbunden. Um 1700 als Wirtschaftsgebäude der Burg erbaut, sicherte sie ab 1863 als Pumpstation mit pferdebetriebenem Göpelwerk bis zum Zweiten Weltkrieg die Wasserversorgung der Burg. Im 18. Jahrhundert wurde hier noch Schnaps gebrannt – daher der Name Alte Brennerei. Reste des Göpelwerkes wie das pferdebetriebene Zahnrad und der Wasserkessel sind noch heute zu sehen. Nach einer Zeit des langsamen Verfalls ab 1945 wurde das historische Gebäude schließlich 1996 durch den Landkreis Potsdam-Mittelmark, der auch Eigentümer der Alten Brennerei ist, restauriert. Im Mai 1997 nahm das Informationszentrum seine Arbeit auf. Betreiber ist der Naturparkverein Hoher Fläming e. V.
Die Naturparkausstellung im Obergeschoss des Naturparkzentrums informiert über alle Aspekte des Naturparks. Außerdem gibt es touristische Informationen wie Karten und Faltblätter mit Routenempfehlungen sowie Literatur. Im Kellergewölbe des Gartenhauses befindet sich ein Verkauf regionaltypischer Produkte, wie Töpferwaren aus Görzke, Honig, Bienenwachskerzen, Marmeladen und Gelees und Obstbrände. Ein Fahrradverleih existiert ebenfalls im Naturparkzentrum. In der Naturparkwerkstatt werden Umweltbildungsveranstaltungen angeboten. Das Naturparkzentrum ist täglich von 9.00 bis 17.00 Uhr geöffnet.
Im Naturparkzentrum haben die Naturparkverwaltung und der Naturparkverein Hoher Fläming e. V. ihren Sitz.

## Institutionen im Naturpark

### Naturparkverwaltung
Das Land Brandenburg ist Träger des Naturparks. Daher hat es die Naturparkverwaltung eingerichtet und unterstützt das Naturparkzentrum finanziell (institutionelle Förderung). Die Naturparkverwaltung hat ihren Sitz im Naturparkzentrum in Raben und ist organisatorisch dem Landesamt für Umwelt Brandenburg zugeordnet. Aufgaben der Naturparkverwaltung sind:
- Naturschutz und Landschaftsplanung: FFH-Gebietsmanagement, Erarbeitung und Umsetzung des Pflege- und Entwicklungsplanes, die Vorbereitung der Ausweisung von Schutzgebieten, Stellungnahmen zu Bauvorhaben, Fach- und Gesamtplanungen, Biotoppflege.
- Öffentlichkeitsarbeit: Pressearbeit, Veranstaltungen, Internet, Erstellung von Publikationen
- Umweltbildung: Erarbeitung von Konzepten, Koordinierung der Umweltbildungsakteure, Bau von Umweltbildungseinrichtungen wie Naturerlebnispfade oder Informationstafeln.
- Naturtourismus: Erarbeitung und Umsetzung von Besucherlenkungskonzepten, Schaffung und Bewerbung von Naturtourismusangeboten, Beratung touristischer Akteure
- Förderung nachhaltiger Landnutzungen in den Bereichen Land-, Forst-, Fischerei- und Wasserwirtschaft, Jagd: Beratung und Koordinierung der Akteure, Vertragsnaturschutz, Entwicklung und bessere Vermarktung regionaler Produkte
- Koordination der Naturwacht, die Dienstleister für die Naturparkverwaltung ist.

Seit Februar 2014 ist Steffen Bohl Naturparkleiter.

### Naturparkverein Hoher Fläming e.V.
Der Entstehung und dem Betrieb des Naturparks ist der Naturparkverein Hoher Fläming e. V. eng verbunden. Dieser wurde im Jahr 1993 gegründet. Er ist ein gemeinnütziger Verein mit Sitz in Rabenstein/Fläming, der etwa 50 Mitglieder hat. Die meisten Gemeinden im Naturpark Hoher Fläming sind Mitglied im Naturparkverein. Das ursprüngliche Vereinsziel, die Anerkennung der Region des Hohen Fläming als Naturpark zu unterstützen, wurde mit der öffentlichen Bekanntmachung des Naturparks im Jahr 1997 erreicht. Der Verein verfolgt heute das Ziel, Umwelt- und Denkmalschutz im Naturpark zu fördern und eine nachhaltige Entwicklung der Naturparkregion zu unterstützen.
Der Naturparkverein betreibt das Naturparkzentrum Hoher Fläming in der „Alten Brennerei“, dessen Mitarbeiter er ebenfalls stellt. Außerdem organisiert er Veranstaltungen wie die Wanderung, auf der der Baum des Jahres gepflanzt wird, oder den „etwas anderen Weihnachtsmarkt“ am ersten Adventswochenende. Weiterhin werden Projekte zur nachhaltigen Entwicklung des Naturparks durchgeführt, wie beispielsweise die Ausbildung von Natur- und Kulturführern oder das Projekt „Naturpark für alle“, das barrierefreie Angebote für Menschen mit Behinderungen im Naturpark zusammengestellt und beworben hat.
Erster Vorsitzender des Naturparkvereins ist Bernd Schade, Geschäftsführer Stefan Ratering.

### Naturwacht
Wie in allen brandenburgischen Großschutzgebieten ist die Naturwacht Brandenburg auch im Naturpark Hoher Fläming mit 4 Naturwächtern vertreten. Träger der Naturwacht ist die Stiftung NaturSchutzFonds Brandenburg, finanziert wird die Naturwacht vom Land Brandenburg. Die Naturwacht hat ihren Stützpunkt in der Außenstelle Baitz der Staatlichen Vogelschutzwarte Brandenburg. Die Naturwächter sind Dienstleister der Naturparkverwaltung. Aufgaben der Naturwacht sind:
- Öffentlichkeitsarbeit/Umweltbildung: Führungen, Veranstaltungen, Projektwochen, Leitung von Kinder- und Jugendgruppen, Erstellung von Infomaterialien.
- Besucherlenkung: Besucherinformation, Bau und Reparatur von Besuchereinrichtungen, Wegewart, Aufstellen von Schildern und Tafeln, Markierung von Schutzgebieten.
- Gebietskontrolle: Prävention, Belehrung, Intervention, Registrierung von Überschreitungen, Zustandskontrollen.
- Arten- und Biotopschutz, Monitoring: Landschaftspflege, biotopeinrichtende Maßnahmen, fachliche Begleitung von Landschaftspflegearbeiten Dritter, praktischer Artenschutz, Begleitung von wissenschaftlichen Untersuchungen/Monitoring.
- Vertragsnaturschutz: Beratung und Erfolgskontrolle.

### Lokale Aktionsgruppe Fläming-Havel e. V.
Die Lokale Aktionsgruppe (LAG) Fläming-Havel wurde im Jahr 2001 gegründet, um die Antragstellung der Naturpark-Region als LEADER+-Region vorzubereiten. Seit der Anerkennung im Jahr 2002 unterstützt das Regionalbüro unter Leitung des Regionalmanagers die ländliche Entwicklung in der Naturparkregion. Auch für den Förderzeitraum 2007–2013 wurde die Region Fläming-Havel als LEADER-Region anerkannt. Neben dem europäischen Förderprogramm LEADER koordiniert die LAG Fläming-Havel auf der Grundlage einer gebietsbezogenen lokalen Entwicklungsstrategie auch die Vergabe von Fördermittel zur integrierten ländlichen Entwicklung. Die LAG Fläming-Havel unterstützt die Regionalentwicklung auch durch eigene Projekte, wie die jährliche Aktion „48-Stunden-Fläming“ und den Flämingmarkt.

## Statistische Angaben
- Gesamtfläche: 827 km² (100 %)
- Naturschutzgebiete: 48,8 km² (5,9 %)
- Landschaftsschutzgebiete: 754 km² (91,2 %)
- Einwohnerzahl: ca. 27.000
- Bevölkerungsdichte: ca. 30 EW/km² (Vergleich Berlin: ca. 3.800 EW/km²)

- Landwirtschaftliche Nutzfläche: 403 km² (49 %)
- Wald: 404 km² (49 %)
- Wasserflächen: 0,3 km² (0,1 %)